# Мимо теней
Мимо теней — второй студийный альбом, выпущенный латвийским рэп-исполнителем Johnyboy в декабре 2012 года.

## Об альбоме
Работа над альбомом началась ещё в 2011 году. Летом 2012 года Johnyboy подписал контракт с агентством творческого менеджмента «Универсам Культуры» (впоследствии сменившим название на «Invisible Management»). 16 марта 2012 года вышел совместный трек с певицей Ksenia «Метамфетамир», который стал первым синглом с предстоящего альбома. 1 октября вышел клип на него.
17 октября состоялась премьера второго сингла с предстоящего альбома «Чужеземец». 16 ноября вышел клип «Звездопад столетия», который стал интро к предстоящему альбому. Также стало известно название альбома «Мимо теней». Премьера альбома состоялась 6 декабря 2012 года.

Сам Денис Василенко отозвался об альбоме следующим образом: 
Последний год значительно изменил меня и моё отношение к миру. Этот альбом абсолютно не похож на прошлые релизы, для меня он является большим шагом вперёд. Спасибо всем, кто принимал участие и помогал мне на протяжении года не бросать музыку и добиться того, что уже есть. Борьба с самим собой, переход во взрослую жизнь, желание наконец-то вылезти на поверхность и вдыхать чистый воздух, пролетая над стенами, возникающими в этом нелёгком деле - вот основная тема альбома. Мимо стандартов, мимо формата, мимо теней. Приятного прослушивания. 
2 апреля 2013 года вышел клип на трек «Когда мы взлетаем».

## Список композиций
| №                   | Название                                | Текст песни         | Музыка              | Длительность |
| ------------------- | --------------------------------------- | ------------------- | ------------------- | ------------ |
| 1.                  | «Звездопад столетия»                    | Денис Василенко     | butwho?             | 3:27         |
| 2.                  | «Чужеземец»                             | Денис Василенко     | butwho?             | 4:56         |
| 3.                  | «Не проснуться (feat. Кристина Корвин)» | Денис Василенко     | Engo                | 3:44         |
| 4.                  | «Годы пройдут не зря»                   | Денис Василенко     | Engo                | 3:43         |
| 5.                  | «Рак культуры»                          | Денис Василенко     | Engo                | 3:49         |
| 6.                  | «Завтра больше не будет»                | Денис Василенко     | Engo                | 4:08         |
| 7.                  | «Вечно горящий дом»                     | Денис Василенко     | Engo                | 4:44         |
| 8.                  | «Цветная любовь»                        | Денис Василенко     | Engo                | 3:30         |
| 9.                  | «Цирк уродов»                           | Денис Василенко     | butwho?             | 3:40         |
| 10.                 | «Метамфетамир (feat. Ksenia)»           | Денис Василенко     | butwho?             | 4:47         |
| 11.                 | «Не могу дружить»                       | Денис Василенко     | Engo                | 4:46         |
| 12.                 | «Разрушенный Эдем»                      | Денис Василенко     | butwho?             | 5:56         |
| 13.                 | «Американская мечта»                    | Денис Василенко     | dom!no              | 4:26         |
| 14.                 | «Так много слов»                        | Денис Василенко     | Ak-Cent             | 3:54         |
| 15.                 | «Ванна полная льда»                     | Денис Василенко     | Ганджу              | 3:41         |
| 16.                 | «Подъём с глубины»                      | Денис Василенко     | butwho?             | 3:54         |
| 17.                 | «Когда мы взлетаем»                     | Денис Василенко     | M()estro            | 5:49         |
| Общая длительность: | Общая длительность:                     | Общая длительность: | Общая длительность: | 1:13:03      |

## Клипы с альбома
| Дата выхода    | Название                    | Режиссёр       |
| -------------- | --------------------------- | -------------- |
| 1 октября 2012 | Метамфетамир (feat. Ksenia) | Денис Мошканов |
| 16 ноября 2012 | Звездопад столетия          | Денис Мошканов |
| 2 апреля 2013  | Когда мы взлетаем           | Денис Мошканов |

## Синглы с альбома
- Метамфетамир (feat. Ksenia)
- Чужеземец
- Звездопад столетия

## Рецензии
Джони умеет жонглировать сложными рифмами, сравнениями и метафорами, но делает это он просто в промышленных количествах. Практически каждая песня напичкана всем вышеперечисленным, как самый отвратительный псих-бодибилдер стероидами... Когда что-то подобное происходит с западным артистом, музыкальные критики пожимают плечами и пишут – «синдром второго альбома». Кажется, в точку. И, в отличие от дебютного «Холода» на «Мимо теней» удачных припевов хватило не всем песням. Да, под конец альбома нас ждут маниакальная «Так много слов», отличная в своей жестокой наивности «Ванна полная льда» и финальная «Когда мы взлетаем». Но и в этих песнях мы слышим примерно то же, что и в предшествующей части треклиста, хоть и немного с другого ракурса. — Валентин Коган, InDaRnb.Ru

 "Я видел много Слимов, но не единого Шэйди", "Зачем Денис Карандаш, дайте мне Надежду Ручку", "Ты, как Дженна Джеймсон, балуешься твердым" — тоже вполне себе эминемовские риторические фигуры. И биты под стать: упругие, размашистые, лакированные, иногда околодабстеповые, иногда более традиционные, с пианинкой. — Николай Редькин, Rap.Ru